# 西五軒町
西五軒町（日语：／ Nishi-gokenchō */?）是東京都新宿區的町名。已實施住居表示，不設「丁目」。2013年8月1日為止的人口有1,459人。郵遞區號162-0812。

## 地理
位於新宿區東北部。北與文京區水道二丁目之間以目白通為界，東臨新宿區東五軒町，南接同區赤城元町，西通同區水道町、築地町。
町域內為住宅地、高層建築、事業所混合區域，多印刷、裝訂相關企業。

## 歷史
承應時期，負責填埋白鳥池的助右衛門等五人獲得採土場的土地，稱為五軒町，五人後來成立小日向馬場。
- 1872年（明治5年）：小日向馬場、寶藏院門前、小日向馬場先片町、備前淺尾藩蒔田邸等成立牛込西五軒町。小日向馬場東屋敷成立東五軒町。
- 1911年（明治44年）：去除牛込的冠稱。
- 1947年（昭和22年）：為新宿區西五軒町。
- 1989年（平成元年）：實施新住居表示，與赤城元町、築地町、水道町各一部分合併為現行的西五軒町。

### 地名由來
負責填埋白鳥池的助右衛門等五人最早在此建屋而名五軒町，明治時期因新政府成立東五軒町而加上「西」的冠稱。

## 交通
町域內沒有鐵路車站，可利用東京地下鐵有樂町線江戶川橋站、東京地下鐵東西線神樂坂站。

## 設施
- 住友不動産飯田橋大樓3號館

## 備註
1. ↑  『角川日本地名大辞典 13　東京都』、角川書店、1991年再版、P877
2. ↑  .   [2013-08-10]. （原始内容存档于2014-08-19）.

## 外部連結
- 新宿區役所（页面存档备份，存于）